# Čejkovice u Hluboké nad Vltavou

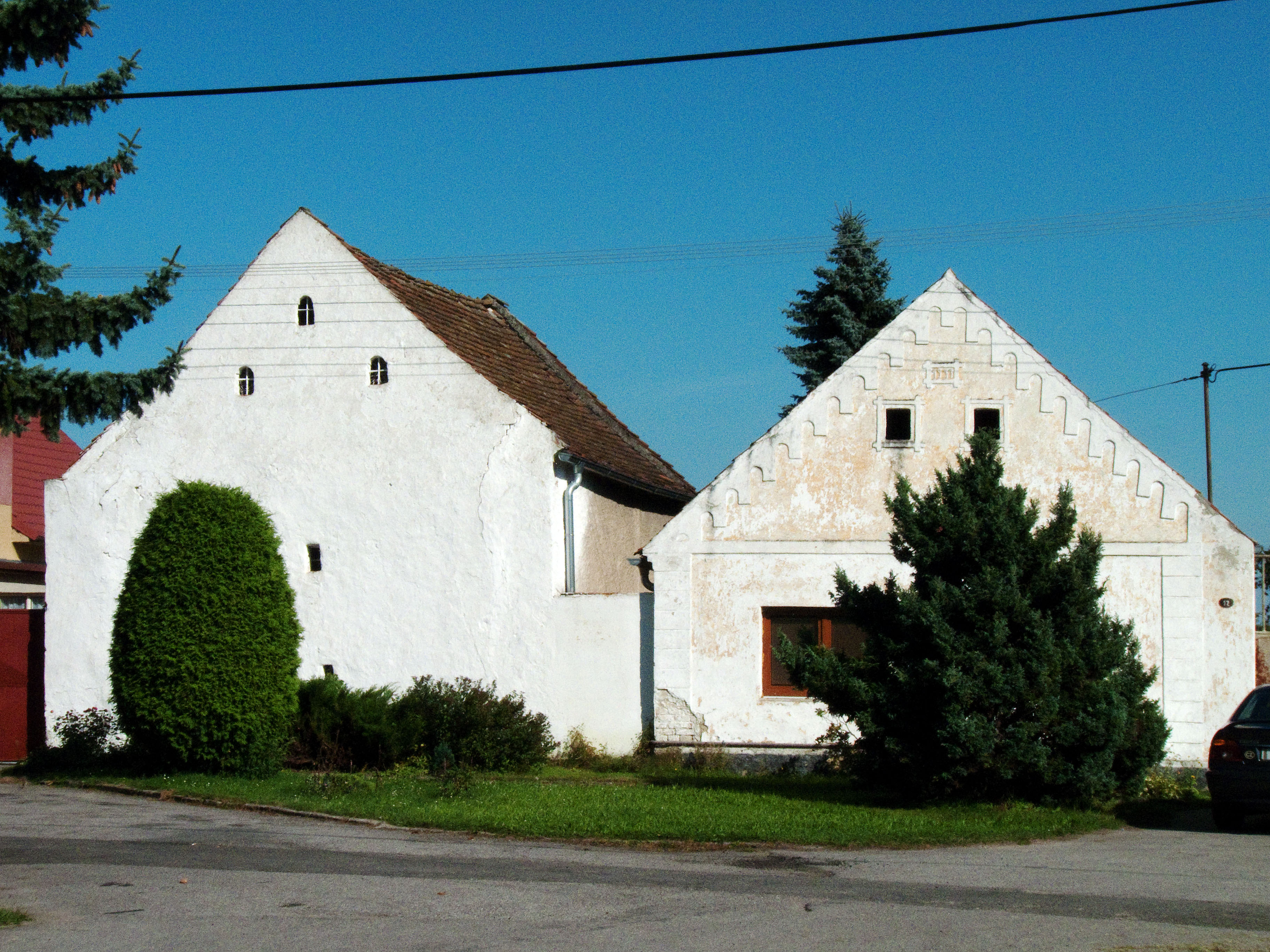
Gehöft Nr. 12

Čejkovice (deutsch Tschejkowitz) ist eine Gemeinde in Tschechien. Sie liegt acht Kilometer nordwestlich von Budweis in Südböhmen und gehört zum Okres České Budějovice.

## Geographie
Čejkovice befindet sich linksseitig des Baches Dehtářský potok im Landstrich Zbudovská Blata im Budweiser Becken. In der Umgebung des Dorfes liegen zahlreiche Teiche; gegen Norden erstreckt sich der Bezdrev, südöstlich der Čejkovický rybník, im Süden der Blatec und Dolní Mlýnský rybník, südwestlich die Picinka und der Dehtář. Nördlich von Čejkovice verläuft die Silnice I/20 (ein Teil der Europastraße 49) zwischen Budweis und Vodňany.
Nachbarorte sind Češnovice, Zálužice und Bezdrev im Norden, Vondrov, Ohrada, Hluboká nad Vltavou und Podskalí im Nordosten, Dasný, Trögrův Dvůr und České Vrbné im Osten, Hvízdal, Nové Dvory und Haklovy Dvory im Südosten, Hluchá Bašta, Trojar, U Vávrů, Branišov, Jednoty, Dubné und Křenovice im Süden, Jaronice und Žabovřesky im Südwesten, Na Drahách, Dehtáře und Břehov im Westen sowie Picina, Suchá, Malé Chrášťany und Pištín im Nordwesten.

## Geschichte
Die erste schriftliche Erwähnung des Dorfes Czeykowycz erfolgte im Jahre 1400 im Krumauer Urbar. Im Rosenberger Hinrichtungsbuch wird 1423 der Räuber Jakoubek aus Čejkovice aufgeführt. Besitzer des größten Teils des Dorfes waren die Vladiken Kunasch von Maclowitz (Kunášové z Machovic) auf Machowitz (Machovice). Ein kleiner Anteil gehörte Budweiser Bürgern. Besitzer dieses Teils waren u. a. zu Beginn des 15. Jahrhunderts Nikolaus Faulfisch (Mikuláš Faulfiš) sowie am Übergang zum 16. Jahrhundert die Familie Puklitz von Wstuch (Puklice ze Vstuh), die ihn an Johann Eckhard von Urtinowitz (Jan Ekhard z Urtvinovic) vererbten. Urtinowitz verkaufte diesen Teil vor 1545 der Stadt Budweis, die Einnahmen dienten fortan der Entlohnung der Geistlichen an den drei Stadtpfarrkirchen St. Prokop, St. Nikolaus und St. Wenzel.
Zwischen 1585 und 1589 ließ Heinrich Kunasch von Maclowitz (Jindřich Kunáš z Machovic) in Čejkovice die Renaissancefeste Wildstein (Vildštejn) erbauen. Georg Jaroslaw Kunasch von Maclowitz (Jiří Jaroslav Kunáš z Machovic) veräußerte das Gut Machowitz 1687 an Ferdinand Fürst zu Schwarzenberg, der die zugehörigen Güter, darunter auch den größten Teil von Čejkovice, seiner Herrschaft Frauenberg zuschlug. Im Jahre 1840 bestand Čeykowitz bzw. Čegkowitz / Čeykowice aus 36 Häusern mit 315 deutsch- und böhmischsprachigen Einwohnern. Sechs Häuser des Dorfes waren der Stadt Budweis untertänig. Im Dorf bestanden eine Privatschule, ein herrschaftlicher Meierhof, eine Schäferei und ein Wirtshaus. Pfarrort war Pischtin. Bis zur Mitte des 19. Jahrhunderts blieb das Dorf immer der Herrschaft Frauenberg untertänig.
Nach der Aufhebung der Patrimonialherrschaften bildete Čejkovice / Čeykowitz ab 1850 eine Gemeinde im Bezirk Budweis und dem Gerichtsbezirk Frauenberg. 1910 lebten in der Gemeinde 377 tschechischsprachige Einwohner. Am 1. April 1943 erfolgte die Eingemeindung nach Dasný, sie wurde nach dem Ende des Zweiten Weltkrieges am 1. August 1945 wieder aufgehoben.

## Gemeindegliederung
Für die Gemeinde Čejkovice sind keine Ortsteile ausgewiesen.

## Bevölkerungsentwicklung
| Jahr      | 1869 | 1880 | 1890 | 1900 | 1910 | 1921 | 1930 | 1950 | 1961 | 1970 | 1980 | 1991 | 2001 | 2011 | 2021 |
| --------- | ---- | ---- | ---- | ---- | ---- | ---- | ---- | ---- | ---- | ---- | ---- | ---- | ---- | ---- | ---- |
| Einwohner | 310  | 370  | 371  | 393  | 377  | 380  | 348  | 308  | 245  | 221  | 218  | 274  | 286  | 339  | 389  |

## Sehenswürdigkeiten
- Barocker Meierhof aus dem 17. Jahrhundert
- Gezimmerte Scheuer am südlichen Ortsausgang
- Kapelle des hl. Johannes von Nepomuk auf dem Dorfplatz, erbaut in der ersten Hälfte des 19. Jahrhunderts
- Gehöfte im südböhmischen Bauernbarock
- Bildstock am Feldweg nach Pištína
- Gedenkstein für die Gefallenen des Ersten Weltkriegs, enthüllt 1921
- Gedenkstein für Bohuslav Tvrdý, nördlich des Dorfes an der E 49 zwischen Dasný und Češnovice; an dieser Stelle verstarb der Dirigent und Komponist am 29. Juli 1946 bei einem Verkehrsunfall
- Burgstall Machovice, anderthalb Kilometer südlich des Dorfes am Teich Motovidlo